# Continental Express

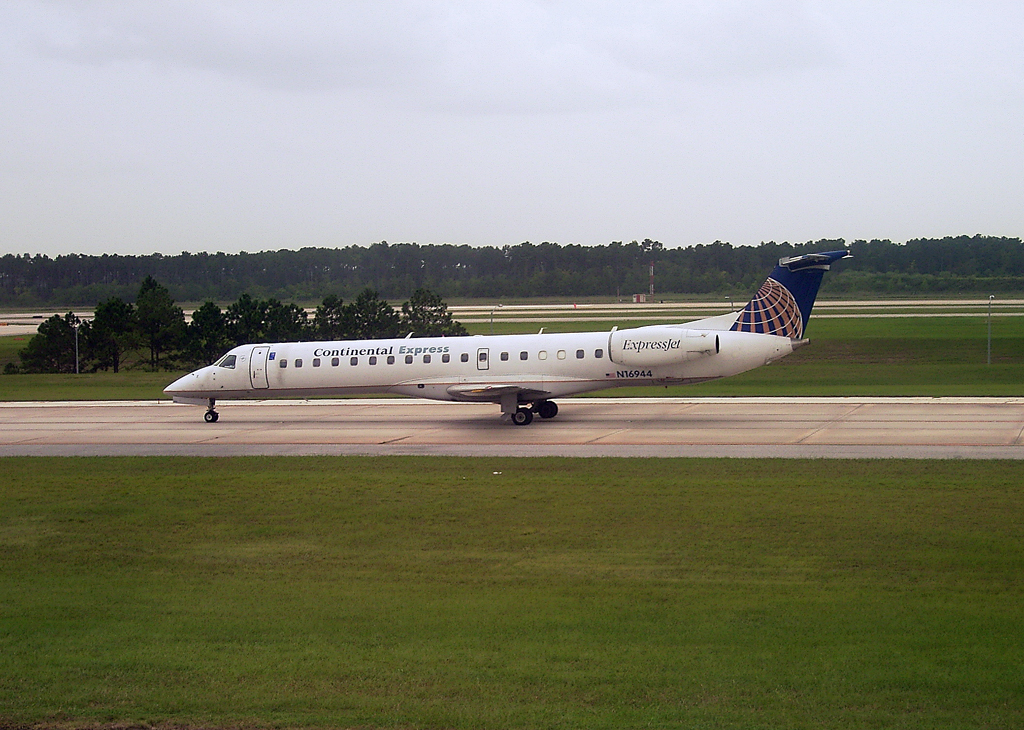
Embraer ERJ 145 van Continental Express op George Bush Intercontinental Airport in Houston, juli 2006

Continental Express was de merknaam voor regionale vluchten die ExpressJet Airlines voor Continental Airlines uitvoert onder een codesharing-overeenkomst. Na de fusie met United Airlines in 2010 werd de naam veranderd in United Express.
Er zijn vluchten op ongeveer 150 bestemmingen in de Verenigde Staten, Canada, Mexico en het Caraïbisch Gebied. ExpressJet voert alle regionale vluchten uit van Continental van zijn hubs en andere luchthavens. De regionale luchtvaartmaatschappij maakt gebruik van Embraer ERJ145, ERJ145XR en ERJ135.
ExpressJet heeft hubs in Houston, Texas (George Bush Intercontinental Airport), Newark, New Jersey (Newark Liberty International Airport) en Cleveland, Ohio (Cleveland Hopkins International Airport).
Continental Airlines is niet langer meer volledig eigenaar van ExpressJet. Continental heeft contracten met andere luchtvaartmaatschappijen zoals CommutAir, Gulfstream International en Colgan Air onder de naam Continental Connection op short-haul routes.

## Codes
- IATA: CO
- ICAO: COA
- Callsign: CONTINENTAL